# 范仏
范仏（はんぶつ、生年不詳 - 380年）は、チャンパ王国（林邑国）第2王朝の第2代国王（在位：349年 - 380年）。

## 生涯
范文の子。349年に父王が死去すると即位した。父の方針を引き継いで日南郡を占拠し続けた。351年、晋の征西督護滕畯と交州刺史楊平、九真太守灌邃率いる軍が寿泠浦を通って頓郎湖まで進軍してくると、王都カンダプルプラに籠ったが、敵わずに竄川藪へ逃れ、晋軍の軍門に下った。353年3月に交州刺史の阮敷と日南郡で戦ったが敗れた。359年12月には交州刺史の温放之（温嶠の長男）の攻撃を受けた。361年に広州刺史の滕含（滕脩の孫）が軍を率いて侵攻してくると、その兵威を恐れて屈服した。『隋書』では揚威将軍の戴桓に敗れたとする。その後は372年2月27日と晋の寧康年間、377年6月の三度、晋に遣使した。

## 参考資料
- George Cœdès (May 1, 1968). The Indianized States of South-East Asia. University of Hawaii Press. ISBN 978-0824803681
- Geetesh Sharma (2010). Traces of Indian Culture in Vietnam. Rajkamal Prakashan. ISBN 978-8190540148
- 『晋書』巻八 帝紀第八 穆帝
- 『晋書』巻九 帝紀第九 簡文帝 孝武帝
- 『晋書』巻六十七 列伝第三十七 温嶠
- 『晋書』巻九十七 列伝第六十七 林邑
- 『宋書』巻九十七 列伝第五十七 夷蛮
- 『梁書』巻五十四 列伝第四十八 林邑国
- 『隋書』巻八十二 列伝第四十七 南蛮
- 『南史』巻七十八 列伝第六十八 林邑国
- 『大越史記全書』外紀巻之四 属呉晋宋斉梁紀
- 『水経注』巻三十六 鬱水
- 『安南志略（中国語版）』巻九 唐安南都督都護経略使交愛驩三郡刺史

| スタブアイコン | サブスタブ | この項目は、まだ閲覧者の調べものの参照としては役立たない、人物に関連した書きかけの項目です。この項目を加筆・訂正などしてくださる協力者を求めています（P:人物伝/PJ:人物伝）。 |